# Alevia
Alevia es un lugar y una parroquia del concejo de Peñamellera Baja, en la comarca de Oriente, Principado de Asturias, España.

## Lugares
- Alevia

## Patrimonio
- Iglesia de San Juan